# Глубинное (Советский район)
Глубинное (укр. Глубинне, крымскотат. Qazan Pir, Къазан Пир) — исчезнувшее село в Советском районе Республики Крым (согласно административно-территориальному делению Украины — Автономной Республики Крым). Располагалось на юго-западе района, у границы с Нижнегорским, примерно в 2 км к юго-западу от современного села Пчельники.

## История
Время образования селения пока точно не установлено — возможно, впервые в исторических документах упоминается в Списке населённых пунктов Крымской АССР по Всесоюзной переписи 17 декабря 1926 года, как хутор Казанпир Саурчинского сельсовета (в котором село состоит всю дальнейшую историю) Феодосийского района, в котором числилось 25 дворов, все крестьянские, население составляло 125 человек, из них 124 русских и 1 записан в графе «прочие». Постановлением ВЦИК «О реорганизации сети районов Крымской АССР» от 30 октября 1930 года был создан Сейтлерский район (по другим сведениям 15 сентября 1931 года) и село передали в его состав, а с образованием в 1935 году Ичкинского — в состав нового района.
После освобождения Крыма от фашистов, 12 августа 1944 года было принято постановление № ГОКО-6372с «О переселении колхозников в районы Крыма» и в сентябре 1944 года в район приехали первые новоселы (180 семей) из Тамбовской области, а в начале 1950-х годов последовала вторая волна переселенцев из различных областей Украины. С 25 июня 1946 года Казанпир в составе Крымской области РСФСР. Указом Президиума Верховного Совета РСФСР от 18 мая 1948 года, Казанпир переименовали в Глубинное. 26 апреля 1954 года Крымская область была передана из состава РСФСР в состав УССР. Ликвидировано в период с 1960 года, когда ещё числилось в составе Заветненского сельсовета, по 1968 год (согласно справочнику «Крымская область. Административно-территориальное деление на 1 января 1968 года» — с 1954 по 1968 годы).